# ロベール2世 (ルーアン大司教)
ロベール2世（フランス語：Robert II, ? - 1037年）は、ルーアン大司教およびエヴルー伯（在位：989年 - 1037年）。ノルマンディー公家出身の有力な高位聖職者であり、5人のノルマンディー公を支援した。

## 生涯
ロベール2世はノルマンディー公リシャール1世とその2番目の妃グンノールの息子で、リシャール2世の弟、ロベール1世の叔父にあたる。989/90年ごろに父よりルーアン大司教に任ぜられ、同時にエヴルー伯領も与えられた。ロベールは自身が聖職者になる運命であることを十分にわかっており、積極的に大司教とエヴルー伯の両方の役割を受け入れたとみられる。ロベールは常にノルマンディーの政治に関与し、ノルマンディー公の強力な支持者となった。ロベールは父リシャール1世の、そして兄リシャール2世の強力な教会側の同盟者であり、兄リシャール2世の死後、ノルマンディー公家の強力な助言者となった。しかし甥リシャール3世はわずか1年の不安定な治世で終わり、弟ロベール1世がノルマンディー公位を継承した時、高位聖職者のロベール2世は新公爵を抑えることに多大な苦労を要した。1028年、ロベール2世は甥ロベール1世に包囲されたと気づき、その後追放された。ロベール1世はその後、ロベール2世とともにロベール1世の公爵としての支配権に疑問を呈していたバイユー司教ユーグ・ディヴリーを包囲した。亡命先より、大司教ロベール2世は甥ロベール1世を破門にし、ノルマンディーに秘蹟執行禁止命令を下した。
ロベール2世と甥ロベール1世は最終的に合意に達し、破門と秘蹟執行禁止命令を撤回するために、ロベール1世はロベール2世を大司教座とエヴルー伯位に戻し、すべての財産を返却した。また、ロベール1世は教会に対し自らの改心をさらに示すため、家臣から没収した財産を回復し、1034年までにフェカン修道院から取り上げたものも含むすべての教会財産を返却した。1033年までに、ロベール1世は従兄弟ブルターニュ公アラン3世に対する遠征を開始した。ロベール1世とアラン3世は互いに攻撃を繰り返したが、最終的に両者の叔父にあたるルーアン大司教ロベール2世により和平交渉がなされた。
晩年のノルマンディー公ロベール1世は過去の過ちに気づき、貧者に多くの寄付を行い、ルーアン大聖堂の再建に着手した。1035年、ロベール1世はエルサレムへの巡礼を行うことを決めた。庶子ギヨームを後継者に決め、ルーアン大司教ロベール2世が若いギヨームの監督と後見を行うよう取り計らった後、ロベール1世は巡礼の旅に出てノルマンディーに戻ることなく死去した。ロベール2世は約束を果たし、1037年に死去するまでギヨームの摂政としてノルマンディーを実質的に支配し、ノルマンディー内で無法行為が増加した。ロベール2世の死後、ルーアン大司教位は甥のモージェが継承した。
オーデリック・ヴィタリスは、イングランド王エゼルレッド2世の王妃エマからロベール2世に贈られた絵で彩られた豪華なソルターについて触れている。12世紀に作成されたルーアン大聖堂の蔵書目録に、『Benedictionarius Roberti archiepiscopi』について言及があり、その本は大司教ロベール2世がルーアンの教会に寄贈したものであった。それ以降、この本はルーアンの町の財産となり、おそらくアングロ＝サクソンの王と王妃の戴冠式のための祈りが含まれていたため、『Benedictional of Æthelgar』としてルーアンに保存されている（No. 27）。
ロベール2世はガルニエ・ド・ルーアンから2通の書簡を受け取っており、その中でガルニエは自身のことを司教の「しもべ」と書いている。

## 子女
ロベール2世はアルレットと結婚し、以下の子女をもうけた。
- リシャール（1015年頃 - 1067年） - エヴルー伯
- ラウール（1051年没） - ガセ領主、ジェラール・フライテルの娘バシリーと結婚、1男ロベールをもうけた。バシリーは後にユーグ・ド・グルネーと再婚[18]。
- ギヨーム[1][d][19] - エショフール領主ジロイエの娘アヴォワーズと結婚し、娘ジュディット・ド・エヴルーはシチリア伯ルッジェーロ1世と結婚した[20][e][21]。
- ユーグ・ド・ラシー - エマ・ド・ラシーと結婚、子女あり。